# Jawornik (457 m)
Jawornik – zalesiony szczyt o wysokości 457 m n.p.m., na Pogórzu Przemyskim.